# COS Computer Systems
Die COS Computer Systems AG war ein international tätiges Schweizer Handelsunternehmen im Informatikbereich mit Sitz in Baden und mit Kotierung an der Schweizer Börse SWX Swiss Exchange. Bis zum Jahr 2010 wurden sämtliche operativen Tochtergesellschaften veräussert. Teile davon an die deutsche tiscon AG. 2010 erfolgte eine strategische Neuausrichtung der Gruppe, in deren Zusammenhang auch eine Umbenennung der Gesellschaft in I.P.S. Innovative Packaging Solutions AG und eine Sitzverlegung nach Baar ZG erfolgte. Nach einer weiteren Umfirmierung tritt die Gesellschaft heute unter dem Namen Airopack Technology Group AG auf.  